# Simon Phillips (kierowca wyścigowy)
Simon Phillips (ur. 21 sierpnia 1934 roku w Croydon, zm. 16 października 2013) – brytyjski kierowca wyścigowy.

## Kariera
Phillips rozpoczął karierę w międzynarodowych wyścigach samochodowych w 1976 roku od startu w klasie S 2.0 24-godzinnego wyścigu Le Mans, w którym uplasował się na drugiej pozycji. W późniejszych latach Brytyjczyk pojawiał się także w stawce World Challenge for Endurance Drivers, World Championship for Drivers and Makes oraz FIA World Endurance Championship.